# Passiflora bauhiniifolia
Passiflora bauhiniifolia Kunth – gatunek rośliny z rodziny męczennicowatych (Passifloraceae Juss. ex Kunth in Humb.). Występuje naturalnie w Kolumbii oraz Ekwadorze. Według niektórych źródeł rośnie także w Peru.

## Morfologia
PokrójZdrewniałe, trwałe, owłosione liany.
LiścieBlaszka liściowa ma podłużny lub podłużnie owalny kształt. Nasada liścia jest rozwarta lub ostrokątna. Mają 5–9 cm długości oraz 4–6,5 cm szerokości. Brzegi są faliste. Wierzchołek jest tępy lub ostry. Ogonek liściowy jest owłosiony. Przylistki są prawie w kształcie sierpa.
KwiatyPojedyncze lub zebrane w pary. Działki kielicha są podłużnie lancetowate, mają 1 cm długości. Płatki są owalnie lancetowate, mają 0,5 cm długości. Przykoronek ułożony jest w dwóch rzędach.
OwoceSą kulistego kształtu. Mają 1 cm średnicy.